# Medaglia commemorativa interventi per pubbliche calamità
La medaglia commemorativa interventi per pubbliche calamità è stata istituita dalla Repubblica Italiana per
(Decreto Ministero Difesa 15 ottobre 1983, n. 683)
L'uso fu successivamente esteso alla Guardia di Finanza, poi al Corpo delle infermiere volontarie della Croce Rossa Italiana, al Corpo militare volontario della Croce Rossa Italiana ed al personale civile dell'Amministrazione della Difesa.

## Criteri di eleggibilità
La Direzione generale per il personale militare del Ministero della Difesa ha disciplinato i criteri di concessione con una circolare emessa il 13 giugno 2007 stabilendo che ha diritto alla medaglia il personale che, a seguito di ordine dei comandi di vertice, abbia effettivamente operato sui luoghi dell'emergenza per un periodo di almeno sette giorni consecutivi o per l'intero periodo dell'emergenza se questa ha avuto una durata inferiore, in operazioni di soccorso per eventi ufficialmente qualificati "calamità pubblica" dai Ministeri competenti e dal capo di stato maggiore della difesa, che indica l'iscrizione della fascetta.
Il periodo minimo di sette giorni non va considerato per chi sia deceduto o abbia riportato ferite o contratto malattie durante le operazioni di soccorso.
Non ha diritto alla decorazione il personale dei Comandi e delle Sale Operative preesistenti e chi ha prestato opera di soccorso in qualità di volontario "civile".
La circolare contiene un elenco di "pubbliche calamità" avvenute in epoca repubblicana, a partire dall'alluvione del Polesine dell'autunno 1951.
Sono esclusi i terremoti del Friuli 1976 e della Campania 1980-81 per i quali furono istituita specifiche onorificenze.

## Fascette
Per ogni intervento esiste una specifica fascetta bronzea da mettere sul nastro della medaglia (in ordine cronologico):
- Polesine (alluvione, 1951)
- Centro Sud Italia (nevicate, 1956)
- Cosenza (sisma, 1959)
- Irpinia (sisma, 1962)
- Vajont (frana, 1963)
- Tagliamento (alluvione, 1965)
- Nord Italia (alluvione, 1965)
- Firenze (alluvione, 1966)
- Belice (sisma, 1968)
- Piemonte (alluvione, 1968)
- Liguria (alluvione, 1970)
- Pozzuoli (bradisismo, 1970)
- Tuscania (sisma, 1971)
- Centro Italia (sisma, 1972)
- Valnerina (sisma, 1979)
- Civitavecchia (alluvione, 1981)
- Ancona (frana, 1982)
- Parma (sisma, 1983)
- Centro Italia (1972/sisma, 1984)
- Zafferana Etnea (sisma, 1984)
- Val di Stava (frana, 1985)
- Valtellina (alluvione, 1987)
- Nord Italia (alluvione, 1987)
- Liguria e Toscana (alluvione, 1992)
- Pollina (sisma)
- Nord Italia (alluvione, 1994)
- Foggia (emergenza, 1995)
- Centro Sud (1995)
- Lucca e Massa (emergenza, 1996)
- Cuneo (1996)
- Emilia Romagna (1996)
- Umbria - Marche (sisma, 1997)
- Perugia (1997)
- Reggio Emilia - Modena (1996)
- Campania (1998)
- Potenza e Cosenza (1998)
- Avellino (1999)
- Piemonte/Liguria/Valle d'Aosta (2000)

Sul nastrino si appone una stelletta di bronzo per due concessioni, due stellette di bronzo per tre concessioni, una stelletta d'argento oltre le tre concessioni.
| Nastrini      |                |                |                       |
| Un intervento | Due interventi | Tre interventi | Più di tre interventi |